# Cyrtonus elegans
Cyrtonus elegans is een keversoort uit de familie bladkevers (Chrysomelidae). De wetenschappelijke naam van de soort werd in 1813 gepubliceerd door Ernst Friedrich Germar.